# Juan Nepomuceno Guerra
Juan Nepomuceno Guerra Cárdenas (ur. 18 lipca 1915 w Matamoros, zm. 12 lipca 2001 tamże) – meksykański przemytnik i założyciel kartelu z Zatoki.
Swoją przestępczą karierę rozpoczął w latach 30. poprzez przemyt whiskey do Teksasu. Dzięki znajomościom w świecie polityki Guerra był w stanie kontrolować przemyt na całej długości Rio Grande. Korzystając z tych powiązań jego bratanek, Juan García Abrego, przekształcił w latach 70. organizację w kartel narkotykowy poświęcony przemytowi kokainy.
Zmarł 12 lipca 2001 na chorobę układu oddechowego.
Jedna z ulic w Reynosa nosi jego imię.